# Laurent Capelluto
Laurent Capelluto (* 16. März 1971 in Kinshasa) ist ein belgischer Film- und Theaterschauspieler.

## Leben
Capelluto wurde als Kind italienischer Eltern in Kinshasa geboren, wuchs jedoch in Brüssel auf. Er studierte zunächst zwei Jahre Medizin und zwei Jahre Ingenieurwissenschaften. Anschließend studierte er Schauspiel am Königlichen Konservatorium Brüssel, wo er unter anderem bei Pierre Laroche lernte. Es folgten verschiedene Theaterengagements, unter anderem am Théâtre national de Belgique und am Infini Théâtre von Dominique Serron, mit der er regelmäßig zusammenarbeitet.
Capelluto gab 1999 im Kurzfilm Les amazones sein Filmdebüt als Schauspieler. Es folgten Nebenrollen in belgischen und französischen Film- und Fernsehproduktionen. Nach eigener Aussage wählt er seine Projekte stets nach dem inhaltlichen Interesse, nicht jedoch nach der Rollengröße. Erste Aufmerksamkeit erhielt Capelluto mit seiner Darstellung des unglücklich verliebten Simon in Arnaud Desplechins Spielfilm Ein Weihnachtsmärchen, der 2008 erschien. Der Film wurde 2008 im Rahmen der Internationalen Filmfestspiele von Cannes uraufgeführt, wo er im Wettbewerb um die Goldene Palme lief. Für seine Darstellung erhielt Capelluto 2009 eine César-Nominierung in der Kategorie Bester Nachwuchsdarsteller. Für seine Rolle im Publikumserfolg OSS 117 – Er selbst ist sich genug wurde er 2011 für einen Magritte als Bester Nebendarsteller nominiert. Er gewann den Preis als bester Nebendarsteller schließlich sowohl 2014 für Le temps de l’aventure von Jérôme Bonnell als auch 2016 für L’enquête unter der Regie von Vincent Garenq.
Neben Auftritten in Film und Fernsehen ist Capelluto regelmäßig am Theater in Belgien und Frankreich zu sehen. Für seine Rolle des Alceste in Molières Der Menschenfeind, die er 2017 unter der Regie von Dominique Serron am Infini Théâtre übernahm, gewann er 2018 den Prix de la Critique Théâtre-Danse-Cirque als Bester Darsteller.

## Filmografie (Auswahl)
- 1999: Les amazones (Kurzfilm)
- 2003: Der Tango der Rashevskis (Le tango des Rashevski)
- 2004: Un film avec une très bonne histoire
- 2004: Pour le plaisir
- 2005: La couleur des mots
- 2007: Melting Pot Café (TV-Serie, sechs Folgen)
- 2007: Coquelicots
- 2008: Ein Weihnachtsmärchen (Un conte de Noël)
- 2009: Pour un fils
- 2009: OSS 117 – Er selbst ist sich genug (OSS 117: Rio ne répond plus)
- 2009: La grande vie
- 2009: Mr. Nobody
- 2010: Simon Werner fehlt (Simon Werner a disparu …)
- 2010: Nichts zu verzollen (Rien à déclarer)
- 2011: La permission de minuit
- 2011: Où va la nuit
- 2011: Sie weint nicht, sie singt (Elle ne pleure pas, elle chante)
- 2011: Fils unique
- 2012: Au galop
- 2012: Liebe (Amour)
- 2012: Operation Libertad
- 2012: Trois mondes
- 2012: Je me suis fait tout petit
- 2013: Le temps de l’aventure
- 2013: Deckname Caracalla (Alias Caracalla, au cœur de la Résistance) (TV-Mehrteiler)
- 2013: Kinder, Küche, Chaos (La vie domestique)
- 2014: Je te survivrai
- 2014: L’enquête
- 2015: Je suis un soldat
- 2015: Mademoiselle Hanna und die Kunst, Nein zu sagen (Je suis à vous tout de suite)
- 2015: The Returned (Les revenants) (TV-Serie, sieben Folgen)
- 2015: Tsunami
- 2016: Herz über Kopf – Die Melodie ihres Lebens (Le cœur en braille)
- 2016: Faut pas lui dire
- 2017–2019: Black Spot (Zone Blanche) (TV-Serie, 16 Folgen)
- 2018: Das Familienfoto (Photo de famille)
- 2019: La lutte des classes
- 2019: La Vérité – Leben und lügen lassen (La vérité)
- 2020: Die Rolle meines Lebens (Garçon chiffon)
- 2020: Moloch (TV-Serie, eine Folge)
- 2020–2021: Into the Night (TV-Serie, zwölf Folgen)
- 2021: Un monde
- 2022: Les poings serrés
- 2024: Mein Leben, mein Ding (Ma vie ma gueule)
- 2024: Das große Los (À l’ancienne)
- 2025: L’intérêt d’Adam

## Theaterrollen (Auswahl)
Laurent Capelluto ist regelmäßig am Theater als Schauspieler zu sehen:
- 1998: Jean-Claude Grumberg – Les gnoufs et autres courtes pièces, Regie: Guy Rombaux, Théâtre de la Samaritaine, Brüssel
- 1999: Molière – Die Zwangsheirat, Regie: Pierre Laroche, Théâtre national de Belgique, Brüssel
- 2000: Witold Gombrowicz – Ferdydurke, Regie: Elvire Brison, Théâtre de la vie, Saint-Josse-ten-Noode
- 2000: Dario Fo – Bezahlt wird nicht!, Regie: Lorant Wanson, Théâtre national de Belgique, Brüssel
- 2001: René Bizac – La valse des météores, Regie: Guy Rombaux, Théâtre Intranquille, CC Jacques Franck
- 2002: William Shakespeare – Das Wintermärchen, Regie: Dominique Serron, Théâtre royal, Namur; Infini Théâtre, Saint-Josse-ten-Noode
- 2003: Nathalie Sarraute – Sie ist da, Regie: Nathalie Dassonville, Festival les Giboulées des Théâtre La Balsamine, Brüssel
- 2003: Vladimir Nabokov – Lolita, Regie: Dominque Serron, Infini Théâtre, Saint-Josse-ten-Noode; Théâtre royal, Namur
- 2004: Joe Penhall – Voix secrètes, Regie: Georges Lini, Zone Urbaine Théâtre, Molenbeek-Saint-Jean
- 2005: Sébastien Ministru – La fête des mères, Regie: Nathalie Uffner, Théâtre de la Toison d’Or, Ixelles
- 2005: Martin McDonagh – L’ouest solitaire (The Lonesome West), Regie: Georges Lini, Zone Urbaine Théâtre, Molenbeek-Saint-Jean
- 2005–2006: Pierre Carlet de Marivaux – Das Spiel von Liebe und Zufall, Regie: Dominique Serron, Infini Théâtre, Saint-Josse-ten-Noode, Tournee
- 2006: Nils Olsen – Le laboratoire des hallucinations, Regie: Emmanuel Dekoninck, Atelier 210, Etterbeek
- 2014: Carlo Gozzi: Turandot, Infini Théâtre, Saint-Josse-ten-Noode
- 2014: Caroline Safarian – Papiers d’Arménie ou sans retour possible, Regie: Guy Theunissen, Théâtre Le Public, Saint-Josse-ten-Noode
- 2015: Yasmina Reza – Ihre Version des Spiels, Regie: Yasmina Reza, Tournee
- 2017: Molière – Der Menschenfeind, Regie: Dominique Serron, Infini Théâtre, Saint-Josse-ten-Noode
- 2017: Agnès Jaoui und Jean-Pierre Bacri – Un air de famille und Cuisine et dépendances, Regie: Agnès Jaoui, Théâtre de la Porte Saint-Martin (2018: Tournee)
- 2019: Bernard Cogniaux – Retrospective, Regie: Pietro Pizzuti, Théâtre Le Public, Brüssel
- 2019–2020: Lars Norén – Détails, Regie: Frédéric Bélier-Garcia, Le Quai, Angers; Théâtre du Rond-Point, Paris; Comédie de Reims
- 2021: nach Giovanni Boccaccio – Decameron 20.20, Regie: Dominique Serron, Infini Théâtre, Saint-Josse-ten-Noode

## Auszeichnungen
- 2009: César-Nominierung, Bester Nachwuchsdarsteller, für Ein Weihnachtsmärchen
- 2011: Magritte-Nominierung, Bester Nebendarsteller, für OSS 117 – Er selbst ist sich genug
- 2011: Lobende Erwähnung der Internationalen Jury, Internationales Filmfestival Mannheim-Heidelberg, für Fils unique
- 2012: Magritte-Nominierung, Bester Nebendarsteller, für Où va la nuit
- 2014: Magritte, Bester Nebendarsteller, für Le temps de l’aventure
- 2016: Magritte, Bester Nebendarsteller, für L’enquête
- 2017: Magritte-Nominierung, Bester Nebendarsteller, für Je suis un soldat
- 2018: Prix de la Critique Théâtre-Danse-Cirque, Meilleur Comédien, für seine Darstellung des Alceste in Der Menschenfeind